# Messel
Messel è un comune tedesco situato nello stato dell'Assia.
Messel si trova nel circondario rurale di Darmstadt-Dieburg, a nord-est della città di Darmstadt.
Il famoso pozzo di Messel, una miniera non più utilizzata, è divenuto importantissimo in ambito paleontologico grazie agli eccezionali ritrovamenti fossili di piante e animali che vivevano attorno a una laguna 45 milioni di anni fa.